# Tombe de la Panatenaica
La tombe de la Panatenaica est le nom donné à une tombe familiale étrusque découverte sur le site de la nécropole de L'Osteria à Vulci. 

## Histoire
La tombe étrusque a été découverte en 1960. Son nom provient d'une amphore de récompense panathénaïque trouvée dans la tombe, un type de vase offert aux gagnants des jeux panathénaïques. Il s'agit d'une tombe a camera comportant trois pièces avec plusieurs niches de déposition.  
Le trousseau funéraire retrouvé dans la tombe de la Panatenaica semble attester de son utilisation pendant les VIIe et VIe siècles av. J.-C. et est visible au musée archéologique de Vulci.